# Bibby Point
Bibby Point är en udde i Antarktis. Den ligger i Västantarktis. Argentina, Chile och Storbritannien gör anspråk på området.
Terrängen inåt land är lite kuperad. Havet är nära Bibby Point åt nordväst. Trakten är glest befolkad. Närmaste befolkade plats är Mendel Polar Station, 5,1 kilometer öster om Bibby Point. 